# 야노스

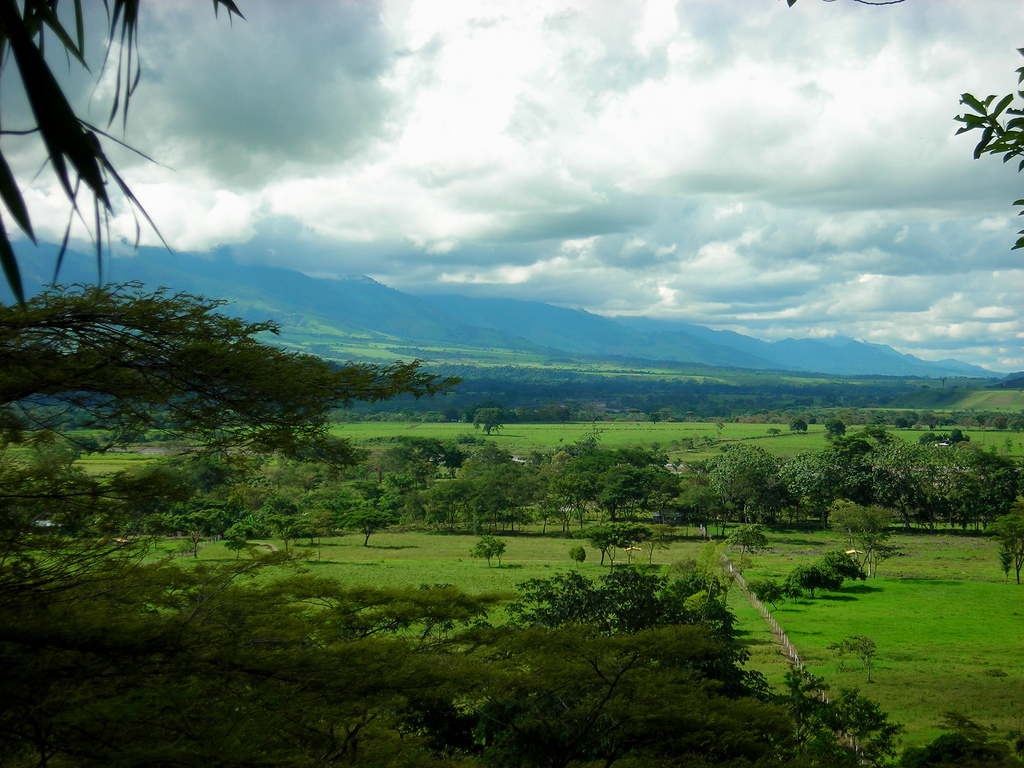
콜롬비아의 야노스.

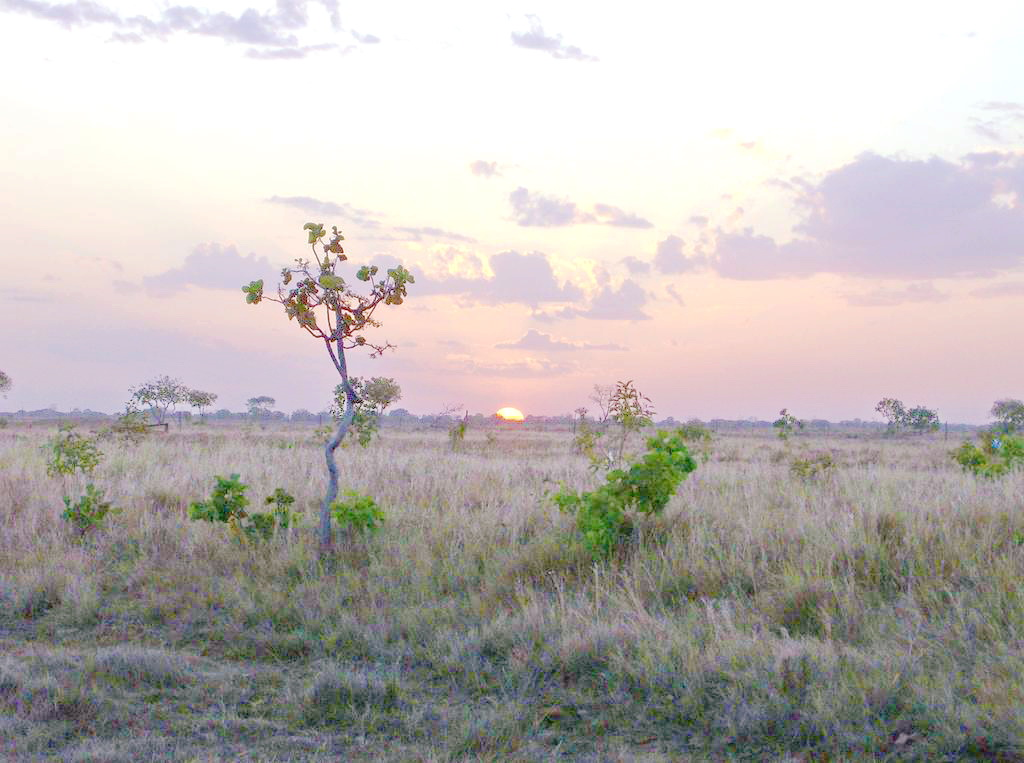
베네수엘라의 야노스.

로스 야노스(Los Llanos, "편평한 땅"을 뜻한다)는 남아메리카 북서부, 안데스산맥 동쪽에 있는 광활한 열대 초지를 일컫는다. 영토상으로는 콜롬비아와 베네수엘라에 걸쳐 있으며, 이 평원의 주요 하천은 오리노코강이다.
야노스는 이 땅을 둘러싼 고지에서 점점 경사가 낮아지는 모양새로, 야노스의 해발 고도는 200m를 넘지 않는다. 야노스의 기후는 변화가 심한데, 6월에서 10월 사이 우기 때 야노스 일부 지역에서는 1m 이상 범람하기도 한다.
이 땅은 현대의 발달된 기술이 들어오기 전까지는 농경에 적합하지 않은 땅이었고, 때문에 식민 시대에 이 땅의 주요 경제 활동은 소 목축이었다. '야네로'(llanero, "평원 사람")란 말은 소를 모는 목동을 뜻하는 말이었는데, 에스파냐와 멕시코 텍사스의 '바케로'(vaquero)나 팜파스의 '가우초'와 문화적으로 유사한 표현이었다. 원래 '야노(llano)'란 에스파냐어로 "평원"이라는 뜻인데, 이제 아메리카의 대초원을 가리키는 말이 되었다.
원주민으로는 서부의 과히보족(Guajibo)과 동부의 야루로족(Yaruro)이 있었다.

## 같이 보기
- 콜롬비아의 역사
- 베네수엘라의 역사